# John Smith (amerykański zapaśnik)
John William Smith (ur. 9 sierpnia 1965 w Oklahoma City) – jeden z najbardziej utytułowanych amerykańskich zapaśników w historii i najlepszych atletów XX wieku. Dwukrotny złoty medalista olimpijski – Seul 1988 i Barcelona 1992. Czterokrotny mistrz świata – 1987,89,90,91. Dwa razy wygrał igrzyska i mistrzostwa panamerykańskie w 1987 i 1991, a także Igrzyska Dobrej Woli w 1986 i 1990 roku. Pierwsze miejsce w Pucharze Świata w 1984 i 1991; drugie w 1989 roku.
Zawodnik Del City High School w Del City i University of Oklahoma. Trzy razy All American (1985, 1987 i 1988). Pierwszy w NCAA Division I w 1987 i 1988; drugi w 1985. Outstanding Wrestler w 1987. W 1997 roku przyjęty do National Wrestling Hall of Fame.
Po zakończeniu kariery trener zapaśników na swoim dawnym uniwersytecie. Jego zespoły zdobyły pięć tytułów NCAA (1993,2003,04,05,06) a jego zapaśnicy 26 indywidualnych tytułów NCAA i 102 w zawodach All-American.
Jego bracia Leroy Smith i Pat Smith również byli zapaśnikami. Zdobywali mistrzostwa uniwersyteckie.